# シェーンフェルト (小惑星)
シェーンフェルト (5926 Schönfeld) は小惑星帯にある小惑星。マックス・ヴォルフがハイデルベルクのケーニッヒシュトゥール天文台で発見した。
ドイツの天文学者、エドゥアルト・シェーンフェルトに因んで名付けられた。